# Bologna Football Club 1988-1989
Questa voce raccoglie le informazioni riguardanti il Bologna Football Club nelle competizioni ufficiali della stagione 1988-1989.

## Stagione
Nella stagione 1988-1989 il Bologna ritornato dopo sei anni nella massima serie disputa il campionato di Serie A raccogliendo 29 punti che sono valsi il tredicesimo posto. Per il Bologna si è trattato di un campionato discreto, con 13 punti raccolti nel girone di andata e 16 nel girone di ritorno, guidato in panchina da Gigi Maifredi, l'allenatore che lo ha riportato in Serie A, dandogli la propria impronta, giocando un calcio spumeggiante ed offensivo senza primi attori, grazie al quale ha ottenuto di mantenere la categoria.
Nella Coppa Italia il Bologna, prima del campionato, ha disputato il settimo girone di qualificazione, ha raccolto due vittorie ottenute con lo Spezia ed il Barletta e tre sconfitte, non centrando il passaggio alla seconda fase, alla quale sono invece state ammesse il Napoli, il Bari e la Sambenedettese.
Avendo vinto il campionato di Serie B la scorsa stagione, il Bologna ha rappresentato l'Italia nella Coppa Mitropa un trofeo che il Bologna aveva già ottenuto in tre occasioni, nel 1932, nel 1934 e nel 1961, dopo aver superato in semifinale gli ungheresi del Ferencvaros, la squadra felsinea ha perso entrambe le partite di finale contro i ceki del Banik Ostrava.

## Divise e sponsor

La squadra nel precampionato estivo con la terza divisa verde

Lo sponsor tecnico per la stagione 1988-1989 fu Uhlsport, mentre lo sponsor ufficiale fu Segafredo.
| Casa | Trasferta | Terza divisa | 1ª portiere | 2ª portiere | 3ª portiere |

## Organigramma societario
Area direttiva
- Presidente: Luigi Corioni
- Procuratore generale: Valerio Gruppioni
- Segretario: Stefano Osti

Area tecnica
- Direttore sportivo: Nello Governato
- Allenatore: Luigi Maifredi
- Allenatore in seconda: Gino Pivatelli

## Rosa

Da sinistra: Lorenzo Marronaro esulta coi neoacquisti Ivano Bonetti e Massimo Bonini, questi ultimi con indosso la seconda divisa bianca.

| N. |                      | Ruolo | Calciatore         |
| -- | -------------------- | ----- | ------------------ |
|    | Italia (bandiera)    | P     | Nello Cusin        |
|    | Italia (bandiera)    | P     | Roberto Sorrentino |
|    | Italia (bandiera)    | D     | Marco De Marchi    |
|    | Belgio (bandiera)    | D     | Stéphane Demol     |
|    | Italia (bandiera)    | D     | Gianluca Luppi     |
|    | Italia (bandiera)    | D     | Marco Monza        |
|    | Italia (bandiera)    | D     | Claudio Ottoni     |
|    | Italia (bandiera)    | D     | Luca Villa         |
|    | Italia (bandiera)    | D     | Renato Villa       |
|    | Finlandia (bandiera) | C     | Mika Aaltonen      |
|    | Italia (bandiera)    | C     | Angelo Alessio     |
|    | Italia (bandiera)    | C     | Ivano Bonetti      |

| N. |                       | Ruolo | Calciatore              |
| -- | --------------------- | ----- | ----------------------- |
|    | San Marino (bandiera) | C     | Massimo Bonini          |
|    | Italia (bandiera)     | C     | Marco Giampietri        |
|    | Italia (bandiera)     | C     | Massimo Giannelli       |
|    | Italia (bandiera)     | C     | Danilo Neri             |
|    | Italia (bandiera)     | C     | Eraldo Pecci (capitano) |
|    | Italia (bandiera)     | C     | Fabio Poli              |
|    | Italia (bandiera)     | C     | Alessandro Quaggiotto   |
|    | Italia (bandiera)     | C     | Paolo Stringara         |
|    | Italia (bandiera)     | A     | Giuseppe Campione       |
|    | Italia (bandiera)     | A     | Giuseppe Lorenzo        |
|    | Italia (bandiera)     | A     | Lorenzo Marronaro       |
|    | Cile (bandiera)       | A     | Hugo Rubio              |

## Risultati

### Serie A

#### Girone di andata
| Arbitro: | Sguizzato (Verona) |

|  |           |                          |
|  | Marcatori | 2’ Lorenzo 45’ Marronaro |

| Arbitro: | Lo Bello (Siracusa) |

|  |           |              |
|  | Marcatori | 80’ Desideri |

| Arbitro: | Luci (Firenze) |

|                  |           |  |
| Corneliusson 73’ | Marcatori |  |

| Arbitro: | Fabricatore (Roma) |

|                     |           |  |
| Evair 37’ Prytz 81’ | Marcatori |  |

| Arbitro: | Magni (Bergamo) |

|                           |           |                                                           |
| Poli 66’ Alessio 81’, 88’ | Marcatori | 15’ Rui Barros 42’ Altobelli 52’ (aut.) Demol 75’ Laudrup |

| Arbitro: | Sguizzato (Verona) |

|                                                        |           |          |
| R. Mancini 4’ Víctor 43’ Dossena 55’ Vialli 61’ (rig.) | Marcatori | 78’ Poli |

| Bologna 27 novembre 1988 7ª giornata | Bologna          | 0 – 0 | Lazio | Stadio Renato Dall'Ara\| Arbitro: \| Baldas (Trieste) \| |
| Arbitro:                             | Baldas (Trieste) |       |       |                                                          |

| Arbitro: | Lanese (Messina) |

|                            |           |  |
| Domini 17’ M. Agostini 26’ | Marcatori |  |

| Arbitro: | Lo Bello (Siracusa) |

|              |           |  |
| Poli 6’, 18’ | Marcatori |  |

| Arbitro: | Amendolia (Messina) |

|                              |           |                  |
| Careca 26’ Maradona 53’, 75’ | Marcatori | 79’ (rig.) Demol |

| Arbitro: | Coppetelli (Tivoli) |

|                |           |  |
| I. Bonetti 10’ | Marcatori |  |

| Arbitro: | Fabricatore (Roma) |

|            |           |  |
| Serena 72’ | Marcatori |  |

| Arbitro: | Frigerio (Milano) |

|                   |           |                  |
| Marronaro 5’, 47’ | Marcatori | 71’ P. Benedetti |

| Bologna 22 gennaio 1989 14ª giornata | Bologna        | 0 – 0 | Verona | Stadio Renato Dall'Ara\| Arbitro: \| Luci (Firenze) \| |
| Arbitro:                             | Luci (Firenze) |       |        |                                                        |

| Arbitro: | Pezzella (Frattamaggiore) |

|                                |           |           |
| Tita 59’ Berlinghieri 75’, 79’ | Marcatori | 76’ Demol |

| Arbitro: | Longhi (Roma) |

|           |           |  |
| Monza 42’ | Marcatori |  |

| Arbitro: | Amendolia (Messina) |

|                       |           |                      |
| Van Basten 72’ (rig.) | Marcatori | 90’ (aut.) F. Baresi |

#### Girone di ritorno
| Arbitro: | Magni (Bergamo) |

|            |           |  |
| Bonini 89’ | Marcatori |  |

| Arbitro: | Paparesta (Bari) |

|           |           |               |
| Völler 9’ | Marcatori | 67’ De Marchi |

| Arbitro: | Luci (Firenze) |

|                    |           |  |
| Albiero 69’ (aut.) | Marcatori |  |

| Arbitro: | Baldas (Trieste) |

|               |           |           |
| Marronaro 10’ | Marcatori | 45’ Evair |

| Arbitro: | Sguizzato (Verona) |

|                            |           |  |
| Laudrup 49’ Rui Barros 56’ | Marcatori |  |

| Bologna 2 aprile 1989 23ª giornata | Bologna          | 0 – 0 | Sampdoria | Stadio Renato Dall'Ara\| Arbitro: \| Paparesta (Bari) \| |
| Arbitro:                           | Paparesta (Bari) |       |           |                                                          |

| Roma 9 aprile 1989 24ª giornata | Lazio               | 0 – 0 | Bologna | Stadio Olimpico\| Arbitro: \| Amendolia (Messina) \| |
| Arbitro:                        | Amendolia (Messina) |       |         |                                                      |

| Arbitro: | Agnolin (Bassano del Grappa) |

|                        |           |                      |
| Lorenzo 12’ Bonini 70’ | Marcatori | 30’, 44’ M. Agostini |

| Arbitro: | Pezzella (Frattamaggiore) |

|           |           |             |
| Škoro 84’ | Marcatori | 30’ Alessio |

| Arbitro: | Paparesta (Bari) |

|             |           |            |
| Lorenzo 22’ | Marcatori | 25’ Careca |

| Arbitro: | Baldas (Trieste) |

|                     |           |  |
| W.J. Casagrande 74’ | Marcatori |  |

| Arbitro: | Pairetto (Torino) |

|  |           |                                                                |
|  | Marcatori | 31’ (rig.) Matthäus 53’, 67’ Díaz 64’, 83’ Serena 86’ Matteoli |

| Arbitro: | Longhi (Roma) |

|              |           |               |
| Pasculli 30’ | Marcatori | 90’ De Marchi |

| Verona 4 giugno 1989 31ª giornata | Verona                    | 0 – 0 | Bologna | Stadio Marcantonio Bentegodi\| Arbitro: \| Pezzella (Frattamaggiore) \| |
| Arbitro:                          | Pezzella (Frattamaggiore) |       |         |                                                                         |

| Arbitro: | Lanese (Messina) |

|             |           |  |
| Alessio 57’ | Marcatori |  |

| Firenze 18 giugno 1989 33ª giornata | Fiorentina          | 0 – 0 | Bologna | Stadio Artemio Franchi\| Arbitro: \| Amendolia (Messina) \| |
| Arbitro:                            | Amendolia (Messina) |       |         |                                                             |

| Arbitro: | Ceccarini (Livorno) |

|               |           |                                                   |
| Marronaro 59’ | Marcatori | 3’ Mannari 36’, 87’ (rig.) Van Basten 76’ Colombo |

### Coppa Italia

#### Primo turno
| Arbitro: | Coppetelli (Tivoli) |

|                            |           |  |
| E. Roselli 6’ Cardelli 51’ | Marcatori |  |

| Arbitro: | Frattin (Castelfranco Veneto) |

|                                               |           |  |
| Lorenzo 28’, 69’ Quaggiotto 57’ Poli 67’, 68’ | Marcatori |  |

| Arbitro: | Sguizzato (Verona) |

|                                              |           |                |
| Rubio 2’, 68’ Poli 56’ Demol 64’ Lorenzo 73’ | Marcatori | 24’ Mazzaferro |

| Arbitro: | Nicchi (Arezzo) |

|               |           |  |
| G. Loseto 60’ | Marcatori |  |

| Arbitro: | Pairetto (Torino) |

|              |           |  |
| Maradona 81’ | Marcatori |  |

### Coppa Mitropa
| Arbitro: | Berisha |

|                                                  |           |                  |
| Lorenzo 42’ Marronaro 44’, 54’, 90’ Aaltonen 87’ | Marcatori | 57’, 78’ Kincses |

| Arbitro: | Liska |

|                                          |           |                           |
| Topor 30’ Fischer 73’ (rig.), 85’ (rig.) | Marcatori | 25’, 34’ Poli 33’ Lorenzo |

| Arbitro: | Kaupe |

|                      |           |             |
| Chýlek 32’ Fábry 58’ | Marcatori | 14’ Alessio |

| Arbitro: | Holzmann |

|          |           |                       |
| Poli 79’ | Marcatori | 15’ (rig.), 88’ Daněk |

## Statistiche

### Statistiche di squadra
| Competizione  | Punti | In casa | In casa | In casa | In casa | In casa | In casa | In trasferta | In trasferta | In trasferta | In trasferta | In trasferta | In trasferta | Totale | Totale | Totale | Totale | Totale | Totale | DR  |
| Competizione  | Punti | G       | V       | N       | P       | Gf      | Gs      | G            | V            | N            | P            | Gf           | Gs           | G      | V      | N      | P      | Gf     | Gs     | DR  |
| ------------- | ----- | ------- | ------- | ------- | ------- | ------- | ------- | ------------ | ------------ | ------------ | ------------ | ------------ | ------------ | ------ | ------ | ------ | ------ | ------ | ------ | --- |
| Serie A       | 29    | 17      | 7       | 6       | 4       | 17      | 20      | 17           | 1            | 7            | 9            | 9            | 23           | 34     | 8      | 13     | 13     | 26     | 43     | -17 |
| Coppa Italia  | -     | 2       | 2       | 0       | 0       | 10      | 1       | 3            | 0            | 0            | 3            | 0            | 4            | 5      | 2      | 0      | 3      | 10     | 5      | +5  |
| Coppa Mitropa | -     | 2       | 1       | 0       | 1       | 6       | 4       | 2            | 0            | 1            | 1            | 4            | 5            | 4      | 1      | 1      | 2      | 10     | 9      | +1  |
| Totale        | -     | 21      | 10      | 6       | 5       | 33      | 25      | 22           | 1            | 8            | 13           | 13           | 32           | 43     | 11     | 14     | 18     | 46     | 57     | -11 |

### Statistiche dei giocatori[4]
| Giocatore     | Serie A  | Serie A | Serie A     | Serie A    | Coppa Italia | Coppa Italia | Coppa Italia | Coppa Italia | Coppa Mitropa | Coppa Mitropa | Coppa Mitropa | Coppa Mitropa | Totale   | Totale | Totale      | Totale     |
| Giocatore     | Presenze | Reti    | Ammonizioni | Espulsioni | Presenze     | Reti         | Ammonizioni  | Espulsioni   | Presenze      | Reti          | Ammonizioni   | Espulsioni    | Presenze | Reti   | Ammonizioni | Espulsioni |
| ------------- | -------- | ------- | ----------- | ---------- | ------------ | ------------ | ------------ | ------------ | ------------- | ------------- | ------------- | ------------- | -------- | ------ | ----------- | ---------- |
| M. Aaltonen   | 3        | 0       | ?           | 0          | -            | -            | -            | -            | 4             | 1             | ?             | ?             | 7        | 1      | 0+          | 0+         |
| A. Alessio    | 29       | 4       | ?           | 1          | -            | -            | -            | -            | 4             | 1             | ?             | ?             | 33       | 5      | 0+          | 1+         |
| I. Bonetti    | 31       | 1       | ?           | 2          | 4            | 0            | ?            | ?            | 3             | 0             | ?             | ?             | 38       | 1      | ?           | 2+         |
| M. Bonini     | 31       | 2       | ?           | 0          | -            | -            | -            | -            | 3             | 0             | ?             | ?             | 34       | 2      | 0+          | 0+         |
| G. Campione   | 1        | 0       | ?           | 0          | -            | -            | -            | -            | -             | -             | -             | -             | 1        | 0      | 0+          | 0          |
| N. Cusin      | 27       | -34     | ?           | 0          | 4            | -4           | ?            | ?            | 2             | -3            | ?             | ?             | 33       | -41    | ?           | 0+         |
| A. De Marchi  | 32       | 2       | ?           | 0          | -            | -            | -            | -            | 4             | 0             | ?             | ?             | 36       | 2      | 0+          | 0+         |
| S. Demol      | 21       | 2       | ?           | 0          | 4            | 1            | ?            | ?            | 3             | 0             | ?             | ?             | 28       | 3      | ?           | 0+         |
| R. Galvani    | -        | -       | -           | -          | 4            | 0            | ?            | ?            | -             | -             | -             | -             | 4        | 0      | 0+          | 0+         |
| M. Giannelli  | 2        | 0       | ?           | 0          | -            | -            | -            | -            | 1             | 0             | ?             | ?             | 3        | 0      | 0+          | 0+         |
| G. Lorenzo    | 29       | 3       | ?           | 2          | 4            | 3            | ?            | ?            | 3             | 2             | ?             | ?             | 36       | 8      | ?           | 2+         |
| G. Luppi      | 30       | 0       | ?           | 0          | 4            | 0            | ?            | ?            | 4             | 0             | ?             | ?             | 38       | 0      | ?           | 0+         |
| L. Marronaro  | 31       | 5       | ?           | 0          | -            | -            | -            | -            | 2             | 3             | ?             | ?             | 33       | 8      | 0+          | 0+         |
| M. Monza      | 29       | 1       | ?           | 1          | -            | -            | -            | -            | 3             | 0             | ?             | ?             | 32       | 1      | 0+          | 1+         |
| D. Neri       | -        | -       | -           | -          | 3            | 0            | ?            | ?            | -             | -             | -             | -             | 3        | 0      | 0+          | 0+         |
| C. Ottoni     | -        | -       | -           | -          | 4            | 0            | ?            | ?            | -             | -             | -             | -             | 4        | 0      | 0+          | 0+         |
| E. Pecci      | 32       | 0       | ?           | 0          | 4            | 0            | ?            | ?            | 1             | 0             | ?             | ?             | 37       | 0      | ?           | 0+         |
| F. Poli       | 29       | 4       | ?           | 0          | 4            | 3            | ?            | ?            | 3             | 3             | ?             | ?             | 36       | 10     | ?           | 0+         |
| A. Quaggiotto | -        | -       | -           | -          | 3            | 1            | ?            | ?            | -             | -             | -             | -             | 3        | 1      | 0+          | 0+         |
| H. Rubio      | 14       | 0       | ?           | 0          | 4            | 2            | ?            | ?            | 1             | 0             | ?             | ?             | 19       | 2      | ?           | 0+         |
| R. Sorrentino | 9        | -9      | ?           | 0          | 1            | -0           | ?            | ?            | 3             | -6            | ?             | ?             | 13       | -15    | ?           | 0+         |
| P. Stringara  | 29       | 0       | ?           | 0          | 2            | 0            | ?            | ?            | 4             | 0             | ?             | ?             | 35       | 0      | ?           | 0+         |
| L. Villa      | 1        | 0       | ?           | 0          | -            | -            | -            | -            | -             | -             | -             | -             | 1        | 0      | 0+          | 0          |
| R. Villa      | 30       | 0       | ?           | 0          | 4            | 0            | ?            | ?            | 4             | 0             | ?             | ?             | 38       | 0      | ?           | 0+         |